# Murat İnan
Murat İnan (* 10. Juni 1955 in Istanbul) ist ein ehemaliger türkischer Fußballspieler. Sein Zwillingsbruder Nejat İnan ist ebenfalls Fußballspieler.

## Karriere

### Im Verein
Murat İnan begann seine Karriere in der Jugendmannschaft von Galatasaray Istanbul. Zur Saison 1973/74 wurde er in die 1. Mannschaft berufen und kam zu drei Ligaspielen. In der darauffolgenden Spielzeit gewann er mit Galatasaray den Başbakanlık Kupası, wurde aber in der Liga nicht eingesetzte. 1975 wechselte İnan zu Giresunspor. Dort spielte er zwei Jahre und erzielte elf Tore in 48 Spielen. 
Nach der Zeit bei Giresunspor spielte der Stürmer für jeweils eine Saison bei Vefa Istanbul, Adanaspor und Kayserispor. In der Spielzeit 1980/81 kehrte İnan zurück zu Galatasaray. Dort gewann er in der Saison 1981/82 den türkischen Supercup und türkischen Pokal. Im Jahr 1983 beendete İnan seine Karriere.

### In der Nationalmannschaft
İnan spielte von 1976 bis 1977 für die türkische U-21.

## Erfolge
Galatasaray Istanbul
- Başbakanlık Kupası: 1975
- Türkischer Fußballpokal: 1982
- Devlet Başkanlığı Kupası: 1982